# Artilleriesystem Archer
Das Artilleriesystem Archer (engl. für Bogenschütze) ist eine schwedische Selbstfahrlafette mit einem Artilleriegeschütz im Kaliber 155 mm. Eine weitere Bezeichnung ist FH-77BW L52 Archer.

## Entwicklung
Das Artilleriesystem Archer entstand aufgrund einer Forderung der schwedischen und norwegischen Streitkräfte. Beide Staaten beabsichtigten die Beschaffung von je 24 Artillerie-Selbstfahrlafetten. Im Jahr 2002 präsentierte Bofors (heute BAE Systems) den ersten Technologiedemonstrator. Im Jahr 2013 wurden die ersten Systeme für Feldtests an die schwedischen Streitkräfte ausgeliefert. Im selben Jahr zog sich Norwegen aus finanziellen Gründen aus dem Projekt zurück. Die definitive Einführung beim schwedischen Heer erfolgte Anfang 2016. Dort trägt es die Bezeichnung Artillerisystem 08.

## Technik
Das Artilleriesystem Archer besteht aus einer auf einem Lkw installierten 155-mm-Kanonenhaubitze mit einem automatischen Ladesystem. In dem Fahrzeug sind sämtliche Systeme für den Verbund- oder autonomen Einsatz untergebracht. Das Archer-System ist leicht genug, um mit einem Airbus A400M luftverlastet werden zu können.

### Fahrzeug
Das Fahrgestell des Artilleriesystems Archer basiert auf dem Volvo A30D 6×6 Gelenk-Schwerkraftwagen. An der Fahrzeugfront befindet sich der Motor mit dem Führerhaus. Als Motor kommt ein luftgekühlter Dieselmotor mit 250 kW (340 PS) Leistung zum Einsatz. Der Lkw verfügt über eine Reifendruckregelanlage und das Führerhaus verfügt über ABC-Schutz. Auch ist das Führerhaus gegen Panzerminen, Granatsplitter, Handfeuerwaffen sowie Hochfrequenz-Mikrowellen und Energiewaffen geschützt. Es bietet Platz für den Fahrer und die dreiköpfige Geschützbedienung, in ihm sind sämtliche Systeme für den Betrieb der Haubitze und des automatischen Ladesystems untergebracht. Ebenso sind dort der Feuerleitrechner sowie das Satelliten-Navigationssystem untergebracht. Außer zum Aufmunitionieren muss die Geschützbedienung für den Betrieb des Artilleriesystems Archer zu keiner Zeit das Führerhaus verlassen. Auf dem Führerhaus ist eine fernbedienbare Waffenstation vom Typ Protector M151 mit einem 12,7-mm-Maschinengewehr installiert. Auf dem Fahrgestell ist die Lafette für die 155-mm-Haubitze montiert. An dem Geschütz sind eine automatische Ladevorrichtung sowie ein Geschossmagazin angebracht.
Das Artilleriesystem Archer erreicht auf der Straße eine maximale Fahrgeschwindigkeit von 70 km/h und hat eine Reichweite von bis zu 500 km. Das Artilleriesystem ist geländegängig und kann Steigungen von 60 % überwinden. Die maximal zulässige Querneigung liegt bei 30 %. Das Fahrzeug kann Gewässer bis zu 1,2 m Tiefe überwinden und Schneedecken bis zu 1 m Mächtigkeit durchfahren. Die Bodenfreiheit beträgt 45 cm.
Das Artilleriesystem kann aus voller Fahrt innerhalb von 20 Sekunden den Feuerkampf aufnehmen. Ebenso kann es nach Beendigung des Feuerauftrages innerhalb von 20 Sekunden die Stellung wieder verlassen. Archer kann autonom oder im Verbund mit anderen Geschützen in Batterien eingesetzt werden. Das Nachladen des Geschossmagazins geschieht von einem weiteren Lastkraftwagen aus mittels eines Ladekrans. Der Nachladevorgang dauert 8 bis 10 Minuten.

### Geschütz

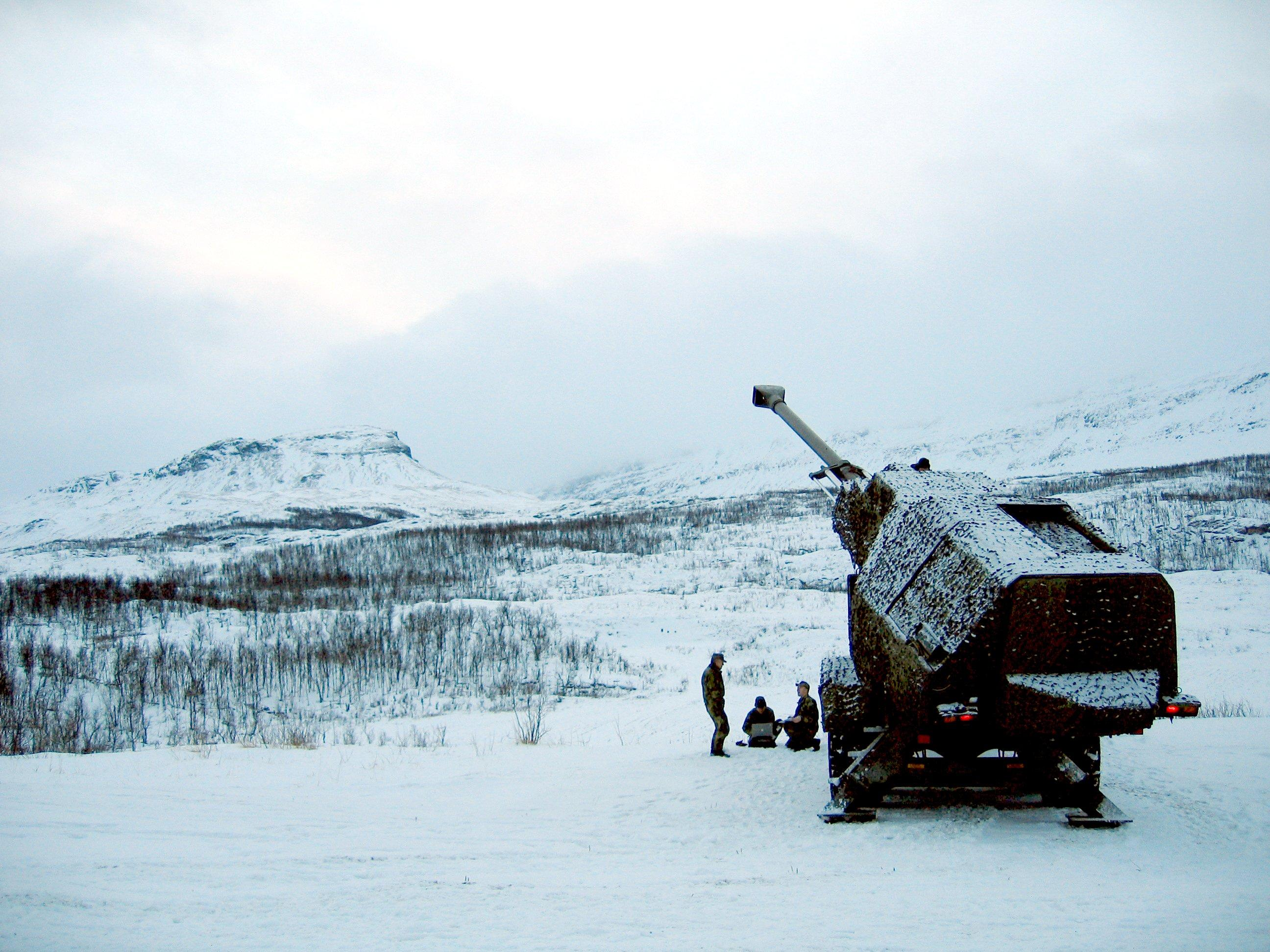
Rückansicht des Artilleriesystems

Als Geschütz kommt eine abgeänderte Ausführung der 155-mm-Haubitze FH 77B05 mit 52 Kaliberlängen (L/52), eine Weiterentwicklung der Fälthaubits 77 (FH-77), zum Einsatz. Er entspricht dem Joint Ballistics Memorandum of Understanding für 155-mm-Munition. Das Geschützrohr besteht aus hochfestem Stahl und ist durchgehend autofrettiert. Es verfügt über 48 Züge. Die Ladungskammer hat ein Volumen von 25 Litern und verfügt über einen Schraubenverschluss. Bei der Rohrwiege sind am Geschützrohr zwei hydropneumatische Rohrbremsen und Rückholeinrichtungen montiert. An dem Geschützende sind eine automatische Ladevorrichtung sowie ein Magazin für 21 Geschosse und deren Treibladungen angebracht. Die vollautomatische Ladevorrichtung führt die Geschosse zu und setzt sie im Rohr an. Danach werden die Treibladungen und Treibladungsanzünder geladen und zugeführt. Der Seitenrichtbereich beträgt in Fahrrichtung ±85°. Der Höhenrichtbereich liegt bei −1° bis +70°. Am Fahrzeugheck werden vor der Schussabgabe zwei Erdsporne abgesenkt, welche die Rückstoßkraft in das Erdreich ableiten. Zusätzlich wird der Rückstoß durch eine Einkammer-Mündungsbremse gemindert.
Mit der automatischen Ladevorrichtung können innerhalb von 15 Sekunden 3 Schuss abgefeuert werden. Das gesamte Magazin mit den 21 Geschossen kann innerhalb 3,5 Minuten verschossen werden. Für anhaltendes Feuer ist eine Schussfolge von 8–9 Schuss pro Minute möglich. Ein Geschütz kann – inklusive Nachladezeit – innerhalb von 35 Minuten 54 Schuss abfeuern. Außerdem kann das Artilleriesystem sechs Geschosse nacheinander so abfeuern, dass alle Geschosse gleichzeitig im Ziel eintreffen (MRSI).

### Munition
Archer verwendet getrennte Munition mit variablen Treibladungsbeuteln (Zonenladungen). Das heißt, das Geschoss und die Treibladung werden nacheinander geladen. Primär kommt das von Bofors entwickelte modulare Uniflex 2-Treibladungssystem zum Einsatz. Dieses besteht aus kombinierbaren Ladungsbeuteln. Daneben können auch die NATO-Standard-Treibladungen sowie die DM72-Treibladungen verwendet werden.
Mit Archer kommen primär Geschosse vom Typ HEER zum Einsatz. HEER steht für High Explosive Extended Range. Diese Geschosse werden u. a. von Bofors und Nammo AS produziert. Gegenüber dem 155-mm-NATO-Standardgeschoss M107 verfügt das NM 269-HEER-Geschoss über eine deutlich aerodynamischere und schlankere Form. HEER wurde entwickelt, um auch bei großen Schussdistanzen (über 30 km) eine hohe Zielgenauigkeit zu erreichen.
Das Artilleriesystem Archer verwendet die folgende Munition von Bofors:
| Name           | Geschosstyp                                      | Masse | Füllung                     | Schuss- distanz |
| -------------- | ------------------------------------------------ | ----- | --------------------------- | --------------- |
| HEER HB        | Sprenggranate mit Hohlboden                      | 44 kg | 9,9 kg TNT/RDX              | 32 km           |
| HEER BB        | Sprenggranate mit Base Bleed                     | 47 kg | 9,9 kg TNT/RDX              | 41 km           |
| HEER FB BT     | Extended-Range-Full-Bore-Geschoss                | 44 kg | 8,1 kg TNT/RDX              | 33 km           |
| HEER FB BB     | Extended-Range-Full-Bore-Geschoss mit Base Bleed | 47 kg | 9,9 kg TNT/RDX              | 42 km           |
| M982 Excalibur | präzisionsgelenkte Artilleriegranate             | 48 kg | 22 kg PBX                   | 50–60 km        |
| BONUS          | Suchzünder-Munition                              | 45 kg | 2 Suchzünder- Streumunition | 35 km           |

Technische Daten aus
Weiter beinhaltet die HEER-Geschossfamilie auch Nebelgeschosse und Leuchtgeschosse. HEER-Geschosse werden auch mit Insensitivem Sprengstoff angeboten. Diese Geschosse werden IM HEER bezeichnet. Ebenso kann das Artilleriesystem Archer auch die M/77-Geschosse (SGR-77) der FH-77-Feldhaubitze einsetzten. Weiter kann Archer nahezu die gesamte 155 mm-NATO-Munition verschießen, solange die Geschosslänge nicht größer als 1000 mm ist und die Mündungsgeschwindigkeit unter 950 m/s liegt. Mit dem NATO-Standardgeschoss M107 wird eine Schussdistanz von 24,5 km erreicht.

## Varianten
- Archer: 1. Serienversion installiert auf einem LKW Volvo A30D 6×6 für das Schwedische Heer.
- Archer Modular: Exportversion installiert auf einem Rheinmetall-LKW RMMV HX2 8×8. Vorgestellt im Jahr 2020.[13]

## Kampfeinsätze
Das Artilleriesystem Archer wird im Zuge vom russischen Überfall auf die Ukraine 2022 von den Ukrainischen Streitkräften eingesetzt. Laut dem Oryx-Blog ging mit Stand Dezember 2024 mindestens ein Fahrzeug verloren.

## Nutzerstaaten
- Schweden – 26 Systeme im Bestand – 48 Systeme wurden zwischen 2015 und 2022 geliefert, von denen 24 aus einem ursprünglich mit Norwegen geplantem Projekt stammten. Nur 24 dieser Geschütze wurden in Dienst gestellt, die anderen eingelagert. Von den eingelagerten Geschützen sind 2023 acht an die Ukraine abgegeben worden und 14 an das Vereinigte Königreich. Die beiden verbleibenden werden von den schwedischen Streitkräften für die Weiterentwicklung des Archer-Systems verwendet. Im September 2023 wurde schließlich bekannt, dass Schweden weitere 48 Artilleriesysteme für 471 Mio. US-Dollar bestellt hat, die ab 2025 geliefert werden sollen.[16][17][18]
- Ukraine – 8 wurden im Rahmen der Auslandshilfen für die Ukraine aus schwedischen Beständen geliefert.[14][19][20][21]
- Vereinigtes Königreich – 14 im Jahr 2023 bestellt. Wurden bis Ende 2024 aus schwedischen Beständen geliefert.[22]